# Шпакова, Римма Павловна
Римма Павловна Шпакова (17 октября 1939, Ленинград — 29 июля 2009, Санкт-Петербург) — советский и российский учёный-философ и социолог, специалист по истории и теории западной социологии, педагог, доктор философских наук (1982), профессор (1987). Почётный профессор Санкт-Петербургского государственного университета (2005). Заслуженный деятель науки Российской Федерации (1999).

## Биография
Родилась 17 октября 1939 года в Ленинграде.
С 1958 по 1963 год обучалась на философском факультете Ленинградского государственного университета, с 1963 по 1968 год обучалась в аспирантуре при этом факультете.  С 1968 года на педагогической работе в  Ленинградском государственном университете в должностях: ассистента, доцента и профессора на кафедре теории и истории социологии Факультета социологии СПбГУ. С 1976 по 1978 год читала курсы лекций по истории социологии в ФРГ и с 1995 по 2005 год являлась приглашенным профессором Гамбургского университета.
В 1968 году Р. П. Шпакова была утверждена в учёной степени кандидат философских наук по теме: «Основные аспекты социологии М. Вебера», в 1982 году — доктор философских наук по теме: «Критика основных направлений буржуазной теоретической социологии в ФРГ». В 1973 году приказом ВАК ей было присвоено учёное звание  доцента, в 1987 году — профессор по кафедре  русского языка. В 2005 году ей было присвоено почётное звание почётный профессор СПбГУ.

## Научно-педагогическая деятельность
Основная научно-педагогическая деятельность Р. П. Шпаковой связана с вопросами в области теории и истории западной социологии, в частности истории и теории социологии Германии, была основателем Санкт-Петербургской школы изучения западной социологии.
Р. П. Шпакова являлась автором более 200 научных трудов, в том числе: «Тупики социологической теории в ФРГ: (Критика основных направлений буржуазной теоретической социологии)» (Л.: 1981), монография «Критика основных направлений буржуазной теоретической социологии в ФРГ» (Л.: 1982), «Критика буржуазных концепций общественного развития» (Л.: 1985), «Социология и новое мышление» (1990: ISBN 5-7320-0015-1), монография «Макс Вебер, прочитанный сегодня» (1997: ISBN 5-288-01605-4), «Немецкая социология» (2003: ISBN 5-02-026190-4), под её руководством было защищено более 40 кандидатских и докторских диссертаций.
В 1999 году Указом Президента России «За заслуги в научной деятельности» Р. П. Шпакова была удостоена почётного звания Заслуженный деятель науки Российской Федерации.
Скончалась 29 июля 2006 года в Санкт-Петербурге.